# Barbara von Hessen

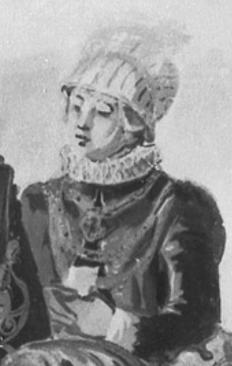
Barbara von Hessen, Ausschnitt eines Freskos im Schloss Lichtenstein, welches sie an der Seite ihres ersten Mannes Georg zeigt

Barbara von Hessen (* 8. April 1536 in Kassel; † 8. Juni 1597 im Schloss Waldeck) war Prinzessin von Hessen und durch Heirat nacheinander Gräfin von Württemberg-Mömpelgard und Gräfin von Waldeck.

## Leben
Barbara war eine Tochter des Landgrafen Philipp I. von Hessen (1504–1567) aus dessen Ehe mit Christine (1505–1549), Tochter des Herzogs Georg von Sachsen.
Sie heiratete am 10. September 1555 in Reichenweier (heute Riquewihr) den Grafen Georg von Württemberg-Mömpelgard (1498–1558). Der bereits 57-jährige Bräutigam war von seinem Neffen Christoph zur Ehe gedrängt worden, um das drohende Aussterben des Hauses Württemberg zu vermeiden. Durch ihren einzigen überlebenden Sohn Friedrich sicherte Barbara somit den Fortbestand des württembergischen Hauses. Nach dem Tod ihres Mannes kümmerte sie sich um die Erziehung ihres Sohnes, die Vormundschaft war aber, neben Herzog Christoph von Württemberg und Graf Philipp von Hanau, Barbaras Vater und Schwager übertragen worden. Barbara und Georg machten Mömpelgard zu einer lutherischen Grafschaft, deren Gebiet am Ende des 18. Jahrhunderts eine evangelische Enklave im ansonsten katholischen Frankreich wurde.
Am 11. November 1568 vermählte sie sich in zweiter Ehe in Kassel mit dem Grafen Daniel von Waldeck (1530–1577), den sie vermutlich bei der Trauerfeier für ihren Vater kennengelernt hatte.
Sehr häufig wandte sie sich schriftlich an ihren Neffen, den Landgrafen Moritz von Hessen, und an dessen Kammermeister; dabei ging es um Bitte von finanziellen Zuwendungen, um Übergabe von Lehen, um die Behandlung ihrer Schwestern bei Hofe, und um die Überlassung des Klosters Marienthal in Netze. Nach Daniels Tod machte Barbara umfangreiche Geldspenden an verschiedene Kirchen. Sie überlebte ihren Mann um 20 Jahre und erhielt als Wittum das halbe Amt Waldeck, wobei sie im Schloss eine eigene Kanzlei führte.
Barbara ist unter einem Epitaph an der Seite ihres zweiten Gemahls im Kloster Marienthal bestattet.

## Nachkommen
Aus ihrer ersten Ehe hatte Barbara folgende Kinder:
- Ulrich (1556–1557)
- Friedrich I. (1557–1608), Herzog von Württemberg ⚭ Prinzessin Sibylla von Anhalt (1564–1614)
- Eva Christina (1558–1575)

Ihre zweite Ehe war kinderlos.